# Mariusz Marczyk
Mariusz Marczyk (ur. w 1958 w Szczecinie) – polski pisarz i aktor. 
Członek ZASP (O/Kraków) i ZLP. Jako aktor związany z Rzeszowem i Krakowem. Założyciel Polskiej Sceny Edukacji „Rode” Kraków – Tarnów – Rzeszów. Laureat wielu konkursów sztuki słowa, m.in. nagrody Grand Prix im. Mieczysława Kotlarczyka na Międzynarodowym Festiwalu Sztuki Słowa Verba Sacra (Poznań 2006).
Autor powieści:
- Dziadek – carski oficer,
- Fetysze Izydora Bluma,
- Przypadki męskiej nieśmiałości,
- Portret Lizy,
- Kartki z podróży lektora,

oraz książek poetyckich oraz dramatów:
- Na dnie duszy prawda,
- Tysiąc franków Norwida,
- Separacja.